# Nesrin Cavadzade
Nesrin Cavadzade (in azero Nəsrin Cavadzadə; Baku, 30 luglio 1982) è un'attrice turca di origine azera.

## Biografia
Nesrin Cavadzade è nata il 30 luglio 1982 a Baku, all'epoca città della Repubblica Socialista Sovietica Azera (in seguito divenuta la capitale dell'Azerbaigian), da madre Feride Cavadzade ed è la nipote dello scienziato Mirmemmed Cavadzade. Di origine azera di sette generazioni, nel 1993, all'età di undici anni, si è trasferita con la madre a Istanbul, in Turchia. Oltre all'azero e al turco, parla fluentemente inglese, francese, russo e spagnolo.

## Carriera

### Istruzione
Nesrin Cavadzade durante l'istruzione primaria ha dovuto ripetere la quarta elementare, in quanto non parlava bene il turco, che in seguito l'ha imparata rapidamente. Dopo quest'ultima istruzione, ha completato quella secondaria presso il liceo privato di Şişli, dove ha preso parte al club teatrale. Dopo aver conseguito il diploma, ha frequentato la suola superiore Şişli Terakki, dove si è anche iscritta al club di recitazione e durante la sua formazione ha anche partecipato a cinque cortometraggi, che sono stati proiettati in festival locali e internazionali, come il festival internazionale del cinema di Berlino, e ha ricevuto diversi premi. Dopo essersi diplomata ha deciso di iscriversi presso la facoltà di comunicazione del dipartimento di cinema e televisione dell'Università di Marmara, dove al termine degli studi ha conseguito la laurea e in seguito ha proseguito la sua formazione in recitazione per due anni presso il Tekand Studio Players.

### Carriera professionale
Nesrin Cavadzade nel 2004 ha fatto la sua prima apparizione come attrice con il ruolo della moglie di Abu Ibraim nel film Camminando sull'acqua (Lalekhet Al HaMayim) diretto da Eytan Fox. Nel 2007 ha fatto il suo esordio come attrice sul piccolo schermo con il ruolo di Suna nella serie in onda su ATV Yersiz Yurtsuz. Nello stesso anno è tornata al cinema con il ruolo di Eczacı nel film Pazar - Bir ticaret masalı diretto da Ben Hopkins. Nel 2008 ha ricoperto il ruolo di Dilber nel film Dilber'in Sekiz Günü diretto da Cemal Şan. L'anno successivo, nel 2009, ha recitato nei film Gitmek: Benim Marlon ve Brandom diretto da Hüseyin Karabey (nel ruolo di Derya) e in Acı diretto da Cemal Şan (nel ruolo di Torun).
Nel 2009 e nel 2010 ha ottenuto il ruolo di nella serie in onda su ATV Samanyolu, nel ruolo di Melek. Nel 2010 è apparsa nella serie in onda su Fox Kürsat Basar'la. Nel 2011 ha ricoperto il ruolo di Anna nel film Güzel Günler Göreceğiz diretto da Hasan Tolga Pulat. Nel 2011 e nel 2012 è stata scritturata per interpretare il ruolo di Ayça nella serie in onda su ATV Al Yazmalım. Nel 2012 ha preso parte al cast del film Yangın Var (nel ruolo di Asya) diretto da Murat Saraçoğlu e a quello del cortometraggio Derin Nefes Al diretto da Başak Büyükçelen (nel ruolo di Nazlı). Nello stesso anno ha ricoperto il ruolo di Kara Leyla nella serie in onda su Star TV Ağır Roman Yeni Dünya. Nel 2013 è apparsa con il ruolo di Lale nella serie in onda su Fox Görüş Günü Kadınları.
Nel 2014 interpretato il ruolo di Başak nella serie in onda su Kanal D Küçük Ağa, quello di Zeynep nel film La canzone perduta (Annemin Şarkısı) diretto da Erol Mintaş e quello di Medine nel film Kuzu diretto da Kutluğ Ataman. L'anno successivo, nel 2015, è apparsa con il ruolo di Jamilla nella serie in onda su Fox Legends. Nello stesso anno ha ricoperto il ruolo di Nihal Hemşire nel film Son Mektup diretto da Özhan Eren. Nel 2016 ha preso parte al cast della serie in onda su Show TV Kış Güneşi, nel ruolo di Efruz e a quello della serie in onda su TRT 1 Yüzyıllık Mühür, nel ruolo di Ayşe.
Nel 2017 ha dato vita al personaggio di Alara nella web serie di puhutv Fi. Nello stesso anno ha recitato nello spettacolo teatrale Ucuz Heyecanlar presso il teatro Talimhane. Nel 2017 e nel 2018 è stata scritturata per interpretare il ruolo di Tülay Sertkaya nella serie in onda su Fox Bizim Hikaye. Nel 2018 ha accettato di interpretare il ruolo di Tirana nel film El desentierro diretto da Nacho Ruipérez. Dal 2019 al 2021 ha ottenuto il ruolo di Şahika Ekinci nella serie in onda su Fox Yasak Elma.
Nel 2020 ha interpretato il ruolo di Defne nel film Aşk Tesadüfleri Sever 2 diretto da Ömer Faruk Sorak, quello di Burcu nel film Cemil Şov (The Cemil Show) diretto da Barış Sarhan e quello di Nesrin nel cortometraggio Bir Annenin Sonatı diretto da Fehmi Öztürk. Nello stesso anno è entrata a far parte del cast della web serie di Netflix Ethos (Bir Başkadır), nel ruolo di Melisa. Nel medesimo anno, insieme ad Elif Doğan, ha composto la colonna sonora Bir Rüya Gördüm per il film Aşk Tesadüfleri Sever 2. Nel 2021 e nel 2022 ha fatto parte del cast della serie in onda su Show TV Üç Kuruş, nel ruolo di Bahar Yöndel Çaka. Nel 2023 è stata scelta per interpretare il ruolo di Melisa Özsoy nella serie in onda su Fox Şahane Hayatım, insieme agli attori Hilal Altınbilek, Onur Tuna, Yiğit Özşener, Serkan Keskin, Sumru Yavrucuk, Gökçe Eyüboğlu e Timur Acar.

## Filmografia

### Cinema
- Camminando sull'acqua (Lalekhet Al HaMayim), regia di Eytan Fox (2004)
- Pazar - Bir ticaret masalı, regia di Ben Hopkins (2008)
- Dilber'in Sekiz Günü, regia di Cemal Şan (2008)
- Gitmek: Benim Marlon ve Brandom, regia di Hüseyin Karabey (2009)
- Acı, regia di Cemal Şan (2009)
- Güzel Günler Göreceğiz, regia di Hasan Tolga Pulat (2011)
- Yangın Var, regia di Murat Saraçoğlu (2012)
- La canzone perduta (Annemin Şarkısı), regia di Erol Mintaş (2014)
- Kuzu, regia di Kutluğ Ataman (2014)
- Son Mektup, regia di Özhan Eren (2015)
- El desentierro, regia di Nacho Ruipérez (2018)
- Aşk Tesadüfleri Sever 2, regia di Ömer Faruk Sorak (2020)
- Cemil Şov (The Cemil Show), regia di Barış Sarhan (2020)

### Televisione
- Yersiz Yurtsuz – serie TV, 8 episodi (ATV, 2007)
- Samanyolu – serie TV, 29 episodi (ATV, 2009-2010)
- Kürsat Basar'la – serie TV, 1 episodio (Fox, 2010)
- Al Yazmalım – serie TV, 37 episodi (ATV, 2011-2012)
- Ağır Roman Yeni Dünya – serie TV, 10 episodi (Star TV, 2012)
- Görüş Günü Kadınları – serie TV, 1 episodio (Fox, 2013)
- Küçük Ağa – serie TV, 23 episodi (Kanal D, 2014)
- Legends – serie TV, 1 episodio (Fox, 2015)
- Kış Güneşi – serie TV, 18 episodi (Show TV, 2016)
- Yüzyıllık Mühür – serie TV, 10 episodi (TRT 1, 2016)
- Bizim Hikaye – serie TV, 53 episodi (Fox, 2017-2018)
- Forbidden Fruit (Yasak Elma) – serie TV, 67 episodi (Fox, 2019-2021)
- Üç Kuruş – serie TV, 26 episodi (Show TV, 2021-2022)
- Şahane Hayatım – serie TV (Fox, dal 2023)

### Web TV
- Fi – web serie, 1 episodio (puhutv, 2017)
- Ethos (Bir Başkadır) – web serie, 5 episodi (Netflix, 2020)

### Cortometraggi
- Derin Nefes Al, regia di Başak Büyükçelen (2012)
- Bir Annenin Sonatı, regia di Fehmi Öztürk (2020)

## Teatro
- Ucuz Heyecanlar di David Chirchirillo e Trent Haaga, presso il teatro Talimhane (2017)

## Discografia
- 2020: Bir Rüya Gördüm con Elif Doğan – colonna sonora del film Aşk Tesadüfleri Sever 2

## Doppiatrici italiane
Nelle versioni in italiano dei suoi film e delle sue serie TV, Nesrin Cavadzade è stata doppiata da:
- Alessia Amendola[45] in Ethos[46]

## Riconoscimenti
- Ankara International Film Festival
  - 2009: Vincitrice come Migliore attrice per il film Dilber'in Sekiz Günü[47]
  - 2012: Vincitrice come Migliore attrice per il film Güzel Günler Göreceğiz[48]
  - 2012: Vincitrice come Migliore attrice per il film Yangın Var[48]

- Ayakli Gazete TV Stars Awards
  - 2021: Candidata come Miglior attrice in un film per La canzone perduta (Annemin Şarkısı)

- Festival cinematografico della via della seta di Bursa
  - 2008: Vincitrice come Migliore attrice per il film Dilber'in Sekiz Günü[49]

- Festival internazionale del cinema di Adalia
  - 2011: Vincitrice come Miglior attrice non protagonista per il film Güzel Günler Göreceğiz[50]
  - 2014: Vincitrice come Migliore attrice per il film Kuzu[51]

- Pantene Golden Butterfly Awards
  - 2020: Candidata come Migliore attrice per la serie Yasak Elma[52]

- Premio dell'associazione scrittori cinematografici
  - 2010: Candidata come Miglior interpretazione di un'attrice per il film Dilber'in Sekiz Günü[53]

- Yesilcam Awards
  - 2010: Candidata come Migliore attrice per il film Dilber'in Sekiz Günü[54]
  - 2012: Candidata come Migliore attrice per il film Yangın Var[55]

- Sadri Alisik Theatre and Cinema Awards
  - 2012: Vincitrice come Miglior interpretazione di un'attrice in un film: musical o commedia per Yangın Var[56]
  - 2016: Candidata come Miglior interpretazione di un'attrice in un film drammatico per Kuzu

- Turkey Youth Awards
  - 2018: Candidata come Miglior attrice televisiva non protagonista per la serie Bizim Hikaye
  - 2020: Candidata come Miglior attrice televisiva non protagonista per la serie Yasak Elma

- Turkish Film Critics Association (SIYAD) Awards
  - 2009: Candidata come Migliore attrice per il film Dilber'in Sekiz Günü
  - 2011: Candidata come Migliore attrice per il film Yangın Var
  - 2015: Candidata come Migliore attrice per il film Kuzu